# Палмдејл (Пенсилванија)
Палмдејл (енгл. Palmdale) насељено је место без административног статуса у америчкој савезној држави Пенсилванија.

## Демографија
По попису из 2010. године број становника је 1.308.
| Група             | 2000.    | 2010.         |
| Белци             | 0 (0,0%) | 1.097 (83,9%) |
| Афроамериканци    | 0 (0,0%) | 57 (4,4%)     |
| Азијати           | 0 (0,0%) | 59 (4,5%)     |
| Хиспаноамериканци | 0 (0,0%) | 59 (4,5%)     |
| Укупно            | 0        | 1.308         |